# Grazac (Alto Loira)
 Grazac  es una población y comuna francesa, situada en la región de Auvernia, departamento de Alto Loira, en el distrito de Yssingeaux y cantón de Yssingeaux.

## Demografía
| 782 | 682 | 627 | 588 | 627 | 728 |
| Para los censos de 1962 a 1999 la población legal corresponde a la población sin duplicidades (Fuente: INSEE [Consultar]) |     |     |     |     |     |